# MBB COBRA
Die Bölkow BO 810 COBRA war die erste gelenkte Panzerabwehrrakete der Bundeswehr. Die Entwicklung begann 1954, nachdem die Finanzierung gesichert war. Die Bezeichnung „COBRA“ steht für Contraves, Oerlikon, Bölkow und RAkete. Nachdem die Erprobung Anfang 1956 erfolgreich verlaufen war, konnte Ende des Jahres ein Kaufvertrag mit der Bundesregierung über zunächst 2000 Einheiten ausgehandelt werden, der im Januar 1957 unterzeichnet wurde. Die COBRA wurde in großen Stückzahlen hergestellt und auch exportiert.

## Geschichte

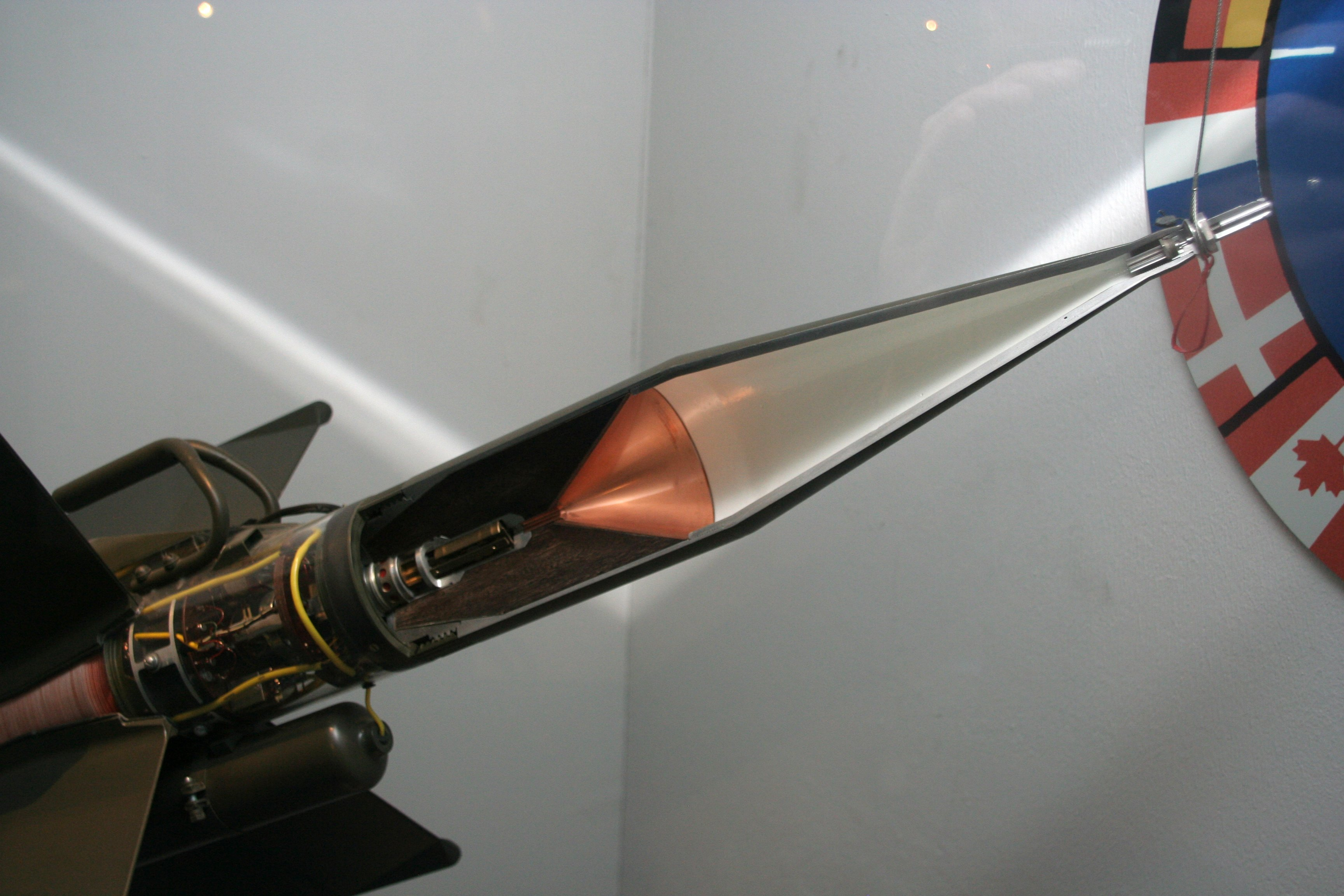
Gefechtskopf der COBRA

Versuche während des Zweiten Weltkriegs hatten die Möglichkeiten von gelenkten Flugkörpern zur Panzerabwehr aufgezeigt, auch als direkte Weiterentwicklung und Reichweitensteigerung des Konzeptes der Panzerfaust.
Nach dem Krieg wurde die Entwicklung durch die Bundesregierung, MBB und Schweizer Unternehmen (da in Deutschland die Entwicklung von Gefechtsköpfen nicht erlaubt war, wurde Oerlikon-Bührle beteiligt) vorangetrieben, zeitgleich etwa mit ähnlichen Vorhaben durch französische, britische, US-amerikanische und sowjetische Kräfte. Geleitet wurde das Projekt durch die Ingenieure Werner Schindler und Joachim Hermann, welche auch für Waffensysteme wie MILAN, MAMBA, Roland und HOT verantwortlich waren.
Der in Deutschland entwickelte und in der Bundeswehr eingeführte Lenkflugkörper (LFK) 810 COBRA war – neben dem M41 – bis zu ihrer Ablösung durch die Panzerabwehrlenkrakete MILAN die Panzerabwehrlösung der Infanterie für mittlere Entfernungen. Es folgte ein Nachfolgemodell mit dem Namen "COBRA2000".
Eine direkte Weiterentwicklung namens MAMBA kam nicht mehr zum Einsatz.

## Einsatz
Der Flugkörper wies einige praktische, heute sonderlich erscheinende Eigenarten in Bauweise und Einsatz auf:

### Lenkung
- Gelenkt wurde der Flugkörper direkt und manuell über Steuerknüppel und Lenkdraht, unter Beobachtung des LFK und des Ziels durch ein auf das Steuergerät aufgesetztes normales Fernglas.
- Der Lenkdraht war während Start und Flug durch einen Zelthering im Boden verankert.
- Der Flugkörperkreisel wurde beim Start durch Seilzug (Hering) beschleunigt und griff über Kontakte in die Lagestabilisierung ein.
- Zum Üben der Lenkung gab es ein spezielles Bildschirmdarstellungsgerät mit Transistorsteuerung. Analog zu einem einfachen (und schwierigen) frühen Videospiel musste ein Bildschirmsymbol über ein anderes gelenkt werden.
- Durch den Austausch des Lenkdrahtes am Steuergerät konnte der nächste Flugkörper gestartet werden.

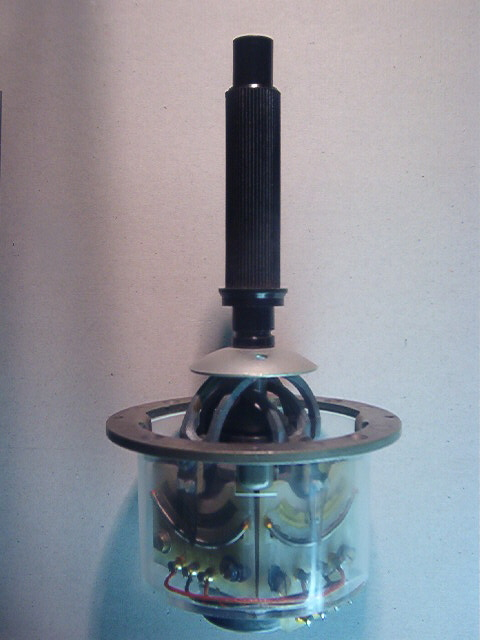
Cobra-Steuerknüppel

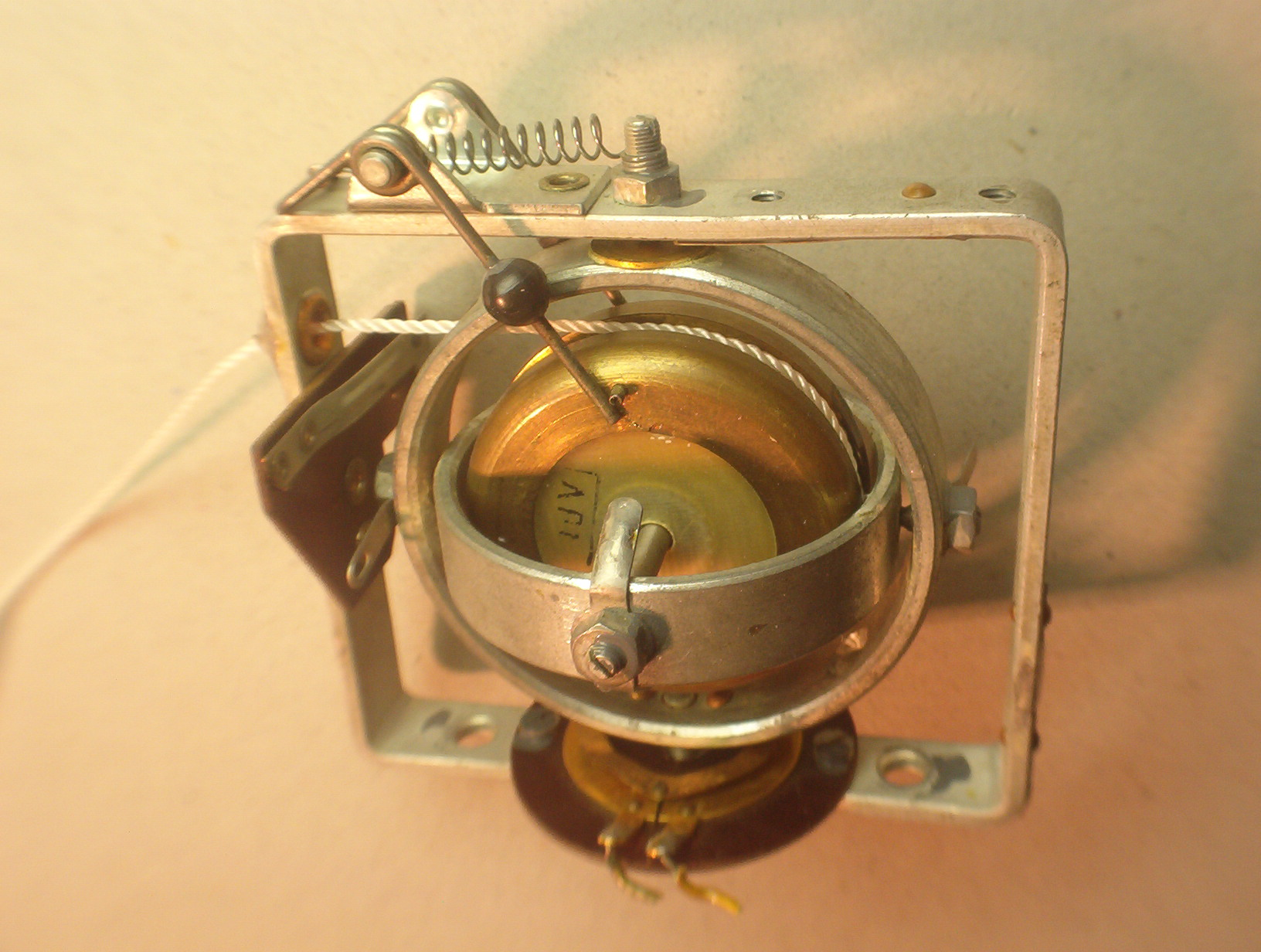
Cobra-Kreisel

### Flugkörper
- Der Flugkörper hatte vier aerodynamische wirkende Störkämme anstelle der heute verwendeten (Strahl)ruder. Die Wirkungsweise entsprach somit dem Flugkörper Fritz X.
- Der Flugkörper hatte einen Tragegriff, der zusammen mit der extern angebrachten Batterie und dem ebenfalls externen Starttriebwerk während des Fluges am LFK blieb.
- Die Rakete startete liegend vom Boden aus; der LFK stand hier auf zwei der vier Flügel, waagrecht in Zielrichtung ausgerichtet. Eine Startvorrichtung wie bei sonstigen gelenkten Raketen war deshalb nicht notwendig.
- Der Flugkörper startete schräg nach oben (Senkrechtstarter). Nach dem Ausbrennen des Starttriebwerks beschleunigte das Marschtriebwerk die Rakete weiter waagrecht. Ein Start hinter einer Deckung war somit möglich.

## Verbreitung
- Argentinien – 500
- Brasilien – 1000
- Dänemark – 1000
- Deutschland – unbekannte Anzahl
- Griechenland – 2500
- Israel – 500
- Italien – 15000
- Marokko – 250
- Pakistan – 4000
- Peru – 700
- Spanien – unbekannte Anzahl
- Türkei – 6000

Daten aus: